# TAXI ブルックリン
『TAXI ブルックリン』（タクシー ブルックリン）は、ヨーロッパ・コープテレビジョン制作のTVドラマ。リュック・ベッソン制作の映画『TAXi』のドラマ版として制作された。

## あらすじ
NYPD125分署所属の女刑事キャット。銀行強盗の追跡中に今月3台目の車を壊したことから、上司のベイカー警部に徒歩巡回を命じられる。
タクシー運転手のレオは凄腕のドライバーだったが、銀行強盗の運転役と間違えられキャットに逮捕されてしまう。閉所恐怖症のレオは収監を避けるためにキャットに協力を申し出る。

## 登場人物
| 役名                              | 俳優                       | |
| --------------------------------- | -------------------------- | --- |
| ケイトリン “キャット”・サリヴァン | カイラー・リー             | ニューヨーク市警125分署所属の女刑事。 月に何台も車を壊し、ついに運転禁止を命じられる。 捜査をするためにレオを運転手にする。 元夫のグレッグへは嫌悪感をむき出しにしていたが、 途中から態度を軟化させる。 |
| レオ・ロンバ                      | ジャッキー・イド           | 凄腕のタクシー運転手。 銀行強盗を客として乗せたことをきっかけに、 キャットに運転役と間違えられて逮捕される。 閉所恐怖症で収監を嫌がったため、 キャットのドライバーとして協力を申し出る。                |
| ジョン・ベイカー                  | ジェームズ・コルビー       | ニューヨーク市警125分署の警部。 キャットの後見人で、 車を派手に壊すキャットに手を焼く。 |
| エディ・エスポジート              | ホセ・ズニーガ             | ニューヨーク市警125分署所属の刑事。 キャットのライバルで、1話にてコンビを解消した。 |
| モニカ・ペーニャ                  | ジェニファー・エスポジート | キャットの友人で、ニューヨーク市警の検視官。 |
| フランキー・サリヴァン            | アリー・ウォーカー         | キャットの母親で、ベイカー警部の恋人。 ちょっと左寄り。 |
| グレッグ・ジェームズ              | ビル・ヘック               | FBI捜査官で、キャットの元夫。 浮気を原因にキャットと離婚したが、 シリーズ中盤から時々二人で会っている描写が 見られる。                                                                                  |

## 登場車種
フォード・クラウンビクトリア
レオの愛車・兼商売道具。映画版のように変形はしないが、チューニングされていると思われ猛スピードで突っ走る。レオの愛車の他にもタクシーやパトカーが多数登場し、10話ではガソリンをかけて爆破されている。